# Myrmecophilus
A Myrmecophilus a hangyásztücsökfélék rendszertani családjának egyik neme. Az ide tartozó fajok az Antarktisz kivételével minden kontinensen megtalálhatóak.

## Fajok
A genusba 64 faj tartozik. Magyarországon a közép-európai hangyásztücsök és a Nonveiller-hangyásztücsök képviseli.
Myrmecophilus Berthold, 1827 alnem
1. Myrmecophilus acervorum (Panzer, 1799) - közép-európai hangyásztücsök
2. Myrmecophilus aequispina Chopard, 1923
3. Myrmecophilus antilucanus Hsu, Hugel, Wetterer, Tseng, Ooi, Lee & Yang, 2020
4. Myrmecophilus arboreus Maeyama & Terayama, 1994
5. Myrmecophilus australis Tepper, 1896
6. Myrmecophilus balcanicus Stalling, 2013
7. Myrmecophilus baronii Baccetti, 1966
8. Myrmecophilus bituberculatus Ingrisch, 2001
9. Myrmecophilus caliginosus Hsu, Hugel, Wetterer, Tseng, Ooi, Lee & Yang, 2020
10. Myrmecophilus chocolatinus Gorochov, 1992
11. Myrmecophilus denticaudus Bey-Bienko, 1967
12. Myrmecophilus dubius Saussure, 1877
13. Myrmecophilus escherichi Schimmer, 1911
14. Myrmecophilus formosanus Shiraki, 1930
15. Myrmecophilus fuscus Stalling, 2013
16. Myrmecophilus gallicus Stalling, 2017
17. Myrmecophilus gigas Ichikawa, 2001
18. Myrmecophilus gracilipes Chopard, 1924
19. Myrmecophilus haeckeli Fernando, 1962
20. Myrmecophilus hebardi Mann, 1920
21. Myrmecophilus hirticaudus Fischer von Waldheim, 1846
22. Myrmecophilus horii Maruyama, 2004
23. Myrmecophilus ikaros Hsu, Hugel, Wetterer, Tseng, Ooi, Lee & Yang, 2020
24. Myrmecophilus iranicus Chládek, 2013
25. Myrmecophilus ishikawai Maruyama, 2004
26. Myrmecophilus keyi Baccetti, 1975
27. Myrmecophilus kinomurai Maruyama, 2004
28. Myrmecophilus kubotai Maruyama, 2004
29. Myrmecophilus longitarsis Chopard, 1925
30. Myrmecophilus manni Schimmer, 1911
31. Myrmecophilus mayaealberti Hugel & Matyot, 2006
32. Myrmecophilus mjobergi Chopard, 1925
33. Myrmecophilus myrmecophilus (Savi, 1819)
34. Myrmecophilus nebrascensis Lugger, 1898
35. Myrmecophilus nonveilleri Ingrisch & Pavićević, 2008 - Nonveiller-hangyásztücsök
36. Myrmecophilus oregonensis Bruner, 1884
37. Myrmecophilus orientalis Stalling, 2010
38. Myrmecophilus pallidithorax Chopard, 1930
39. Myrmecophilus pergandei Bruner, 1884
40. Myrmecophilus quadrispinus Perkins, 1899
41. Myrmecophilus sanctaehelenae Chopard, 1970
42. Myrmecophilus sapporensis Matsumura, 1904
43. Myrmecophilus seychellensis Gorochov, 1994
44. Myrmecophilus sinicus Bey-Bienko, 1956
45. Myrmecophilus teranishii Matsumura, 1914
46. Myrmecophilus testaceus Chopard, 1925
47. Myrmecophilus tetramorii Ichikawa, 2001
48. Myrmecophilus tindalei Otte & Alexander, 1983
49. Myrmecophilus wahrmani Chopard, 1963

Myrmophilina Silvestri, 1912 alnem
1. Myrmecophilus albicinctus Chopard, 1924
2. Myrmecophilus americanus Saussure, 1877
3. Myrmecophilus brevipalpis Chopard, 1948
4. Myrmecophilus cottami Chopard, 1922
5. Myrmecophilus cyprius Stalling, 2017
6. Myrmecophilus mauritanicus (Lucas, 1847)
7. Myrmecophilus nigricornis Chopard, 1963
8. Myrmecophilus ochraceus Fischer, 1853
9. Myrmecophilus parachilnus (Otte & Alexander, 1983)
10. Myrmecophilus surcoufi Chopard, 1919

Paramyrmecophilus Gorochov, 1986 alnem
1. Myrmecophilus concolor Chopard, 1928
2. Myrmecophilus crenatus Gorochov, 1986
3. Myrmecophilus inaequalis Ingrisch, 2010
4. Myrmecophilus oculatus Miram, 1930
5. Myrmecophilus polyrhachi Ingrisch, 1987